# San Isidro (Nueva Ecija)
San Isidro is een gemeente in de Filipijnse provincie Nueva Ecija op het eiland Luzon. Bij de laatste census in 2007 had de gemeente bijna 45 duizend inwoners.

## Geografie

### Bestuurlijke indeling
San Isidro is onderverdeeld in de volgende 9 barangays:
| - Alua - Calaba - Malapit - Mangga - Poblacion | - Pulo - San Roque - Sto. Cristo - Tabon |

## Demografie
San Isidro had bij de census van 2007 een inwoneraantal van 44.687 mensen. Dit zijn 3.703 mensen (9,0%) meer dan bij de vorige census van 2000. De gemiddelde jaarlijkse groei komt daarmee uit op 1,20%, hetgeen lager is dan het landelijk jaarlijks gemiddelde over deze periode (2,04%). Vergeleken met de census van 1995 is het aantal mensen met 8.404 (23,2%) toegenomen.

De bevolkingsdichtheid van San Isidro was ten tijde van de laatste census, met 44.687 inwoners op 56,49 km², 642,3 mensen per km².

## Geboren in San Isidro
- Antonio Abad (13 augustus 1886), Tagalog schrijver (overleden 1964);
- Rafael Ileto (24 oktober 1920), generaal en minister van defensie (overleden 2003).